# Ханс Еноксен
Ханс Еноксен (на датски: Hans Enoksen) е гренландски политик, бивш министър-председател на Гренландия.
Еноксен е член на парламента на Гренландия от 1995 г. Избран е за министър-председател на 14 декември 2002 г., печелейки 28% от гласовете. Остава на поста до 10 юни 2009 г.